# 원재연
원재연(영어: Jae-Yeon Won, 1988년 2월 22일 ~ )은 대한민국의 피아노 연주자이다. 원재연은 2017년 마르타 아르헤리치, 마우리치오 폴리니 등을 배출한 부조니 콩쿠르에서 준우승과 청중상을 수상함으로써 세계적인 주목을 받게 되었다. 독일, 프랑스, 이탈리아 , 오스트리아, 스페인 방송국에서 연주 실황 방송 및 언론에서 찬사를 받기도 했다. 특히 독일의 남독일신문(süddeutsche zeitung)에선 '천상의 소리가 강타했다'라는 평을 받기도 하였고, 아시아 최초 쇼팽 콩쿠르 우승자 피아니스트 당타이손 이 직접 원재연 연주에 대해서 극찬하기도 하였다.
11세 때 처음 피아노를 배우기 시작하였고 선화예중고졸업 후 한국예술종합학교 음악원 기악과에 입학하여 피아니스트 강충모에게 교육을 받았다.
그 이후 독일의 라히프치히 음대 석사 수석 입학 및 수석 졸업, 오스트리아 잘츠부르크 모차르테움 최고연주자 과정 수석 입학 및 수료, 독일 쾰른 음대 최고연주자 과정 수석 입학 및 수석 졸업했다.

## 수상 경력
- 2004년 이화경향음악콩쿠르 1위
- 2009년 동아음악콩쿠르 1위
- 2012년 프랑스 롱티보 콩쿠르 수상
- 2014년 스페인 페롤 피아노 콩쿠르 우승
- 2016년 독일 쾰른 칼로버트크라이텐 프라이즈 우승
- 2017년 이탈리아 부조니 피아노 콩쿠르 준우승 및 청중상
- 2019년 한국음악협회 젊은음악가상 수상